# Uma História de Sucesso (álbum de Gian & Giovani)
Uma História de Sucesso é o terceiro álbum ao vivo e o segundo DVD da dupla sertaneja Gian & Giovani, lançado em 2007 pela Atração Fonográfica, sendo o primeiro lançamento do grupo pela gravadora.
Foi gravado no dia 6 de maio de 2007 na Usina Hidrelétrica Edgard de Sousa, em Santana de Parnaíba, São Paulo, em uma apresentação vibrante, com a presença de mais de 57 mil pessoas e as participações de César Menotti & Fabiano, Chitãozinho & Xororó e Inimigos da HP.
Produzido por Nil Bernardes, Antônio Luiz e pela própria dupla, o CD e o DVD reúnem sucessos da carreira da dupla e faixas inéditas como "Dou a Cara pra Bater", escolhida como primeiro single de divulgação do álbum. A faixa "Vai Pescar Moçada" é considerada uma certa resposta a "Que Pescar Que Nada", da dupla Bruno & Marrone.

## Desenvolvimento
Com este trabalho, a dupla tinha um grande objetivo de satisfazer aos fãs. Com o repertório todo baseado em pedidos, a dupla não hesitou em se deixar levar pela preferência do seu público. "Foi uma necessidade. Muitas pessoas pediam para relançar as músicas legais. A gente começou a pensar nisso e tivemos a ideia de montar uma megaestrutura para gravar o CD e DVD", revelou Gian. Depois de ver o trabalho pronto, a sensação de alívio inundou a dupla. Até o início do show de gravação, Gian confessa que viveu momentos de tensão. "Estava tudo certo. O show estava marcado para as 20h e nós chegamos às 18h para passar o som. Tinha apenas meia dúzia de pessoas", conta. O susto logo foi superado, quando em menos de uma hora, o público lotou o espaço, que recebeu 57 mil pessoas. "Ficamos surpresos e muito felizes", confessa Gian.

## Participações especiais
O show contou com as participações de César Menotti & Fabiano, em "Caçador de Corações"; Chitãozinho & Xororó, em "Página de Amigos"; e do grupo Inimigos da HP, em "Bons Momentos". "Cada um dos convidados tem importância nas nossas vidas. Os rapazes do Inimigos da HP são nossos grandes amigos e nossa convivência começou nos bastidores de televisão", comenta. Ele destaca ainda que Chitãozinho & Xororó são amigos antigos e além disso, são ícones da música sertaneja, sendo uma das maiores referências do gênero. Donos de um grande sucesso, Gian diz que a receita é a dedicação. "Você planta e logo depois terá de colher. Por isso que tem que se dedicar e fazer um trabalho legal", disse o cantor.

## Desempenho comercial e turnê internacional
O trabalho teve bom desempenho comercial, fazendo a dupla repetir o mesmo feito de 2006, quando saíram em turnê internacional, fazendo mais de 30 shows nos Estados Unidos. Com o sucesso desse trabalho, em 2008, fizeram outra grande temporada por lá. Os irmãos já fizeram vários shows pela Europa e Estados Unidos há anos e já deram o que falar. Para se ter uma ideia, em um desses shows, eles chegaram a cantar para 30 mil pessoas. "Lá fora têm muitos brasileiros. Nos sentimos em casa", disse Gian.

## Faixas

### CD
1. Faz de Conta
2. Eu Busco Uma Estrela
3. Dou a Cara pra Bater
4. Caçador de Corações (part. César Menotti & Fabiano)
5. Taça de Pranto
6. Roupa de Lua de Mel
7. Entre o Beijo e a Boca
8. Página de Amigos (part. Chitãozinho & Xororó)
9. Peão de Vitrine
10. Vai Pescar Moçada
11. Bons Momentos (part. Inimigos da HP)
12. Nem Dormindo Consigo te Esquecer
13. Te Amo
14. O Grande Amor da Minha Vida

### DVD
1. Faz de Conta
2. Põe pra Ferver
3. Eu Busco Uma Estrela
4. Dou a Cara pra Bater
5. Não Vivo Sem Você
6. Caçador de Corações (part. César Menotti & Fabiano)
7. Olha Amor
8. Taça de Pranto
9. Roupa de Lua de Mel
10. Entre o Beijo e a Boca
11. Página de Amigos (part. Chitãozinho & Xororó)
12. Mil Corações
13. Peão de Vitrine
14. Vai Pescar Moçada
15. A Nossa Comitiva
16. Bons Momentos (part. Inimigos da HP)
17. Nem Dormindo Consigo te Esquecer
18. Te Amo
19. O Grande Amor da Minha Vida
20. 1, 2, 3